# Armadillidium scabrum
Armadillidium scabrum är en kräftdjursart som beskrevs av Dollfus 1892. Armadillidium scabrum ingår i släktet Armadillidium och familjen klotgråsuggor. Inga underarter finns listade i Catalogue of Life.